# Rudolf Bauer
Rezső ("Rudolf") Bauer (Budapest, 2 de gener, 1879 - Sósér, 9 de novembre, 1932) fou un atleta hongarès, especialista en llançament de disc.
El 1900 va prendre part en els Jocs Olímpics d'Estiu, on va guanyar la medalla d'or en la prova del llançament de disc del programa d'atletisme. Amb un llançament de 36,04 metres, va establir un nou rècord mundial.